# سنکچواری (تگزاس)
سنکچواری، تگزاس(به انگلیسی: Sanctuary, Texas) شهری در ایالت تگزاس از ایالات جنوبی ایالات متحده آمریکا است. در سرشماری سال ۲۰۰۰، جمعیت این شهر ۲۵۶ نفر اعلام شد.